# أمغلدن
مغلدن هي قرية جزائرية تقع في الثنية - دائرة الثنية - ولاية بومرداس ·  ·  ·  · .